# Heterorhabditis bacteriophora
Espèce
Heterorhabditis bacteriophora est une espèce de nématode de la famille des Heterorhabditidae. Ce nématode est un endoparasite obligatoire des insectes qui héberge dans son tube digestif une espèce de bactérie entérique, Photorhabdus luminescens, létale pour les insectes parasités. Il est de ce fait intéressant dans la lutte biologique contre certains insectes ravageurs, dont le doryphore et les otiorhynques.